# Éducation au pays de Galles
L'Éducation au pays de Galles diffère dans certains aspects du système éducatif des autres pays du Royaume-Uni.
Par exemple, une minorité significative d'étudiants reçoivent leur éducation en gallois. Ils étaient 15,7% en 2014-2015 contre 15,9% en 2010-2011.

## Sources
- (en) Cet article est partiellement ou en totalité issu de l’article de Wikipédia en anglais intitulé « Education in Wales » (voir la liste des auteurs).